# Jack Chamangwana
Jack Chamangwana (ur. 30 kwietnia 1957 w Blantyre – zm. 6 maja 2018) – malawijski piłkarz grający na pozycji obrońcy. W swojej karierze rozegrał 133 mecze i strzelił 10 goli w reprezentacji Malawi.

## Kariera klubowa
Swoją piłkarską karierę Chamangwana rozpoczął w klubie Limbe Leaf Wanderers, w którym zadebiutował w 1975 roku. W 1980 roku został z nim mistrzem Malawi. Z kolei w latach 1976 i 1982 zdobył z nim Puchar Malawi. W 1986 roku został zawodnikiem południowoafrykańskiego Kaizer Chiefs FC. W 1987 roku zdobył z nim Puchar RPA. W 1988 roku zakończył w nim swoją karierę.

## Kariera reprezentacyjna
W reprezentacji Malawi Chamangwana zadebiutował 10 lipca 1975 roku w wygranym 3:1 towarzyskim meczu z Kenią, rozegranym w Lilongwe. W 1984 roku został powołany do kadry na Puchar Narodów Afryki 1984. Na tym turnieju zagrał w trzech meczach grupowych: z Algierią (0:3), z Nigerią (2:2) i z Ghaną (0:1). W kadrze narodowej grał do 1985 roku. Rozegrał w niej 133 mecze i strzelił 10 goli.